# Brainwave team
brainwave team — demoscene-группа из Йошкар-Олы, основанная приблизительно в 1995—1996 году двумя людьми: Megus и Extremer (позднее Art Genius или MozArt), как Star Group. Осенью 1997 года группа вошла в состав X-Project Association и была переименована в Brainwave.

## Немного истории
В начале-середине 90-х годов из-за специфики экономического положения в России образовалась некоторая отдалённость в развитии информатики и вычислительной техники от уровня западных стран, в связи с чем, многие уже, практически, забытые для большинства восьмибитные компьютеры обрели здесь новый пик популярности. Существование такого явления, как радиолюбительство и немалая его степень развитости на территории бывшего СССР дала возможность рождению различных восьмибитных моделей на основе процессора КР580ВМ80А (российского аналога процессора i8080 фирмы Intel), таких как Радио-86РК и др. Не обошли стороной и ZX Spectrum. И, кроме того, к тому времени уже несколько лет как выпускались российские 16-битные компьютеры серии БК (БК-0010, БК-0011 и др.) Таким образом, появилось достаточное количество пользователей 8-битных компьютеров, среди которых нашлись и желающие писать различное программное обеспечение. У множества пользователей выявилась возможность как-то выразить себя и своё творчество. Некоторые из них объединялись в группы (или команды) для совместного творчества, одной из которых и стала Star Group. Так появились новые люди, новые имена и новые программные продукты.

## Творчество
Изначально творчество группы было направлено на создание различных demo для компьютерной платформы ZX Spectrum. Так появились первые их demo: Ultra Megademo и Global Emotion. Brainwave не была исключительно демомэйкерами (demomakers) — кроме demo были предприняты попытки создавать и компьютерные игры, и системно-прикладные программы: PCX viewer, tap2disk v1.0, NeOS ранние версии pkunzip для ZX-Spectrum и другие. Но, все же, основным «козырем» группы было создание demo. В 1999 году 4k intro Marazm занимает первое место на компьютерном фестивале CAFePARTY в 1999 году. С этого момента группа начинает «набирать обороты»: демо Tryptomine Dream на Chaos Constructions 2000 заняла 2-е место, demo Stellar Contour и 4k intro Chaos стали победителями на Chaos Constructions 2001 в номинациях democompo и 4k intro compo.
Несмотря на то что основной пик активности группы после Stellar Contour и Chaos уже был позади, на этом творчество Brainwave на компьютере ZX Spectrum не заканчивается. Следующей их работой была intro размером всего в 512 байт — stripped уже не попала в тройку лидеров фестиваля CAFe 2002 и заняла лишь пятое место. На этом активное участие группы на различных фестивалях (demoparty) заканчивается, но работы продолжают выходить: электронный альбом Still Flying, системно-прикладная программа DataGlue, электронный журнал Joint, и, наконец, альбом ZX Spectrum музыки Konami.
На этом можно было бы закончить, если бы у Brainwave были только релизы для ZX Spectrum. Но стоит дополнить, что за всю историю существования группы были работы для IBM PC-совместимых компьютеров, Game Boy Advance и java-игр для мобильных телефонов. Так, например, Brainwave совместно с Sands выпустили Flash-demo Namevoting, занявшую первое место на CAFe 2002. Для Game Boy Advance на Assembly 2003 была выпущена demo Counting Clouds, занявшая последнее место. Также в 2003—2005 годах Brainwave участвовали в создании многих коммерческих игровых проектов для мобильных телефонов и Game Boy Advance.

## Состав группы
- Петров Роман Сергеевич (Megus) — композитор, кодер
- Малов Алексей (Virtual, Vivid) — кодер
- Турашев Игорь Олегович (Tigrr/Brainwave/Chaos Energy Group) — художник, дизайнер, кодер
- Баженов Александр (Alx) — кодер, реверс-инженер
- Бажин Сергей (X-Cyber) — разработчик периферии
- Лежнин Дмитрий (Extremer, Art Genius, MozArt) — художник
- Воробьев Евгений (Navigator) — разработчик периферии
- Жемков Дмитрий Олегович (Seajeff, C-jeff) — композитор, раньше - разработчик игр
- Михеев Андрей В. (MAV) — кодер
- Целишев Андрей (Vortex) — кодер
- Черепанов Денис (DAN) — сценарист
- Шалагин Павел (Abyss_St, ABStract) — кодер
- Шашков Владимир (Graph Ego) — художник